# رشايدة
الرشايدة أو بني رشيد (يلقب المنتمي إليها بالرشيدي) هي قبيلة عربية يعود نسبها إلى قبيلة بني عبس من عدنان.

## النسب
يعود نسب القبيلة إلى رشيد بن شرول من بني عبس بن بغيض بن ريث بن غطفان بن سعد بن قيس عيلان بن مضر بن نزار بن معد بن عدنان.

## التواجد

### في المملكة العربية السعودية
1. البراك، وبلادهم في قرية البعيجاء، وفي قرية الخنقة، وفي قرية الذكري عند جبل ضبي، وفي قرية الصخنة، وفي قرية المثواة، وفي قرية مرغان، وعند جبل وسمة.[3]
2. البراقعة، وبلادهم في وادي المطاوي.[3]
3. العراعرة،
  1. الطرانية.[4]
  2. الحلاليق.[5]
  3. المراشدة.[5]
  4. الهروف.[5]
  5. الطرائبة.[5]
  6. المسعد.[5]
  7. السعدون.[5]
  8. الحراميس.[5]
4. آل جلدان، وبلادهم في وادي الحليفة وفي قرية روض ابن هادي في وادي الروض.[6]
5. الخيارات، وبلادهم في قرية الأسمرة وفي الشويمس.[7]
6. الدواميك، وبلادهم في شعيب القرن[8] بالقرب من جبل ريك.[9]
7. الذيبة، وبلادهم في قرية اللحن وفي قرية الصلصلة، وينقسمون إلى:[10]
  1. السمرات، وينقسمون إلى:[11]
    1. جماعة سعود بن فالح بن سمرة ويسكنون في قرية الديسة بالقرب من خيبر.
    2. جماعة سند بن سرور بن سمرة، ويسكنون في قرية البحرة.

  2. الرقيان.
  3. الصوادرة.
  4. العتيق.
  5. العويض.
  6. الفجاوين.
  7. الهونة.
  8. المسرة.
  9. السنين.
  10. البويدي.
  11. الجداعين.
  12. العويد.
8. الفرادسة، ويسكنون بالقرب من وادي الثمد ومن وادي الخرزة،[11] وينقسمون إلى:[12]
  1. القميشات.
  2. الراشد.
  3. الحماد.
  4. الحيازين.
9. المضابرة:
  1. الردافين.[13]
  2. الفغوم.[14]
10. المهيمزات أو المهامزة، وينقسمون إلى:[11]
  1. جماعة ابن هديبان، ويسكنون في وادي المرير.
  2. جماعة ابن رفادان، ويسكنون في وادي صفيط.
  3. جماعة يسكنون في العوشزي.
  4. جماعة ابن خزيم، ويسكنون في قرية أم هشيم.
  5. جماعة يسكنون في قرية بالقرب من وادي الرقب.
  6. العمامير.[15]
  7. الزعاترة.[16]
  8. النميان.[16]
  9. الدناهرة.[16]
  10. المعيوفات.[16]
11. العوامرة ويسكنون في هجرة أبلة، وفي قرية الصبان، ويسكن جماعة منهم بالقرب من وادي كرانيف،[11] وينقسمون إلى:[17]
  1. الشنانية.
  2. ذوي علي.
  3. العدلات.
  4. العوران.
  5. الشرمان.
12. الشوالعة ويسكنون بالقرب من وادي بدع بن خلف.[11]
13. الرويضات، ويسكنون في قرية أبو صور، وفي قرية أفيعية، وفي قرية شعيلا.[18]
14. الزبون، ويسكنون هجرة مزعلة.[19]
15. العايضات، ويسكنون في قرية بدائع قني.[20]
16. العجاونة.[21]
17. العونة.[22]
18. القعابيب، ويسكنون في قرية الخفج وغيرها، وينقسمون إلى:[23]
  1. الصقرة.
  2. العيفان.
  3. ذوي جميل.
  4. الخشمان.
  5. ذوي بليم.
  6. المعاودة.
  7. ذوي مناور.
19. المكاحلة، ويسكنون في قرية الحميمة.[24]
20. النوامسة، ويسكنون في قرية بالقرب من وادي الشقة.[25]
21. الوهادين.[26]
22. المشاعلة ويسكنون في قرية الهمجة[27]
23. العجارمة ويسكنون في العارض وروضه المحمل[28]
24. الجريشات ويسكنون في قرية العين [29]

### في دولة الكويت
يتواجد الرشايدة في منطقة سهل الدبدبة وفروعهم هي:
1. المهيمزات.
2. العجارمة.
3. العونة.
4. ذو صياد.

### في فلسطين
للرشايدة تواجد في منطقة عين جدي، وفي بلدة عرب الرشايدة وفروعهم هي:
1. الصقور، وينقسمون إلى:
  1. صقور.
  2. قرينات.
2. الجريات، وينقسمون إلى:
  1. جريات.
  2. سعيدات.
3. الرشايدة، وينقسمون إلى:
  1. رشايدة.
  2. بصايصة.

### في مصر والسودان وإريتريا
للرشايدة تواجد في مصر، وفي السودان، وفي إريتريا التي يقدر عدد الرشايدة فيها ما بين 80 ألف إلى 100 ألف نسمة وفقاً للإحصاء الحكومي وكانوا في سنة 1996 يشكلون 2.4% من سكان إريتريا وقد شاركوا في دعم استقلال الدولة من الاحتلال الأثيوبي. يوجد لقبيلة الرشايده جيش باسم (حزب الأسود الحرة ) تاسس هذا الحزب بقيادة الدكتور مبارك مبروك سليم الرشيدي عند نقض الحكومة بعض بنود مؤتمر البجا, للرشايدة في مصر والسودان وإريتريا العديد من الفروع وهي:
1. الزنيمات وينقسمون إلى:
  1. ذوي عايد.
  2. الحليمات.
  3. النفيشات.
  4. ذوي بريغث.
  5. الحويجات.
  6. الجليدات.
2. البراعصة وينقسمون إلى:
  1. ذوي حيان.
  2. الجلادن.
  3. الكعيكات.
  4. ذوي مهدي.
  5. السحامين.
  6. ذوو عمري.
  7. العميرات.
  8. ذوو هويدي.
  9. الفعيرات.
3. البراطيخ وينقسمون إلى:[35]
  1. العويمرات.
  2. الدلقان.
  3. الدهمان.
  4. اليميني.
  5. المناقير.
  6. الخيارات.
  7. الكريفات.

### شيوخ بني رشيد (الرشايدة)
- الشيخ / سرور بن سمران بن سمرة الرشيدي - وهو شيخ شمل بني رشيد في الحجاز .
- الشيخ / دليم بن جاسم بن براك الرشيدي - وهو شيخ شمل القبيلة في نجد .
- الشيخ / ديبان بن عواد الجحيش - شيخ (شمل المهيمزات) .
- الشيخ/ نافع بن مزعل بن شميلان الجلادي الرشيدي .
- الشيخ / غازي بن هادي الجلادي الرشيدي .
- الشيخ / مصلح بن بدوي المضيبري الرشيدي .
- الشيخ/ ساكر بن مناور بن قعبوب الرشيدي
- الشيخ / عبد الله مطلق المسيلم. شيخ (شمل صياد بالكويت - والمتوفي عام 1427 هـ)
- الشيخ / محمد بن مفرج بن عاصي بن مفرج المسيلم. شيخ (شمل صياد بالكويت - والمتوفي عام 1439 هـ)
- الشيخ/ جاسم محمد مفرج المسيلم.شيخ (شمل صياد بالكويت)

## معرض صور

محمد بن مفرج بن عاصي بن مفرج المسيلم احد شيوخ الرشايدة بالكويت والمتوفي عام 1439 هـ
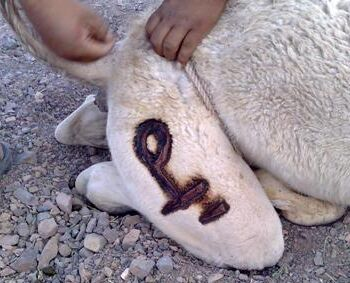
الوسم الخاص بقبيلة الرشايدة
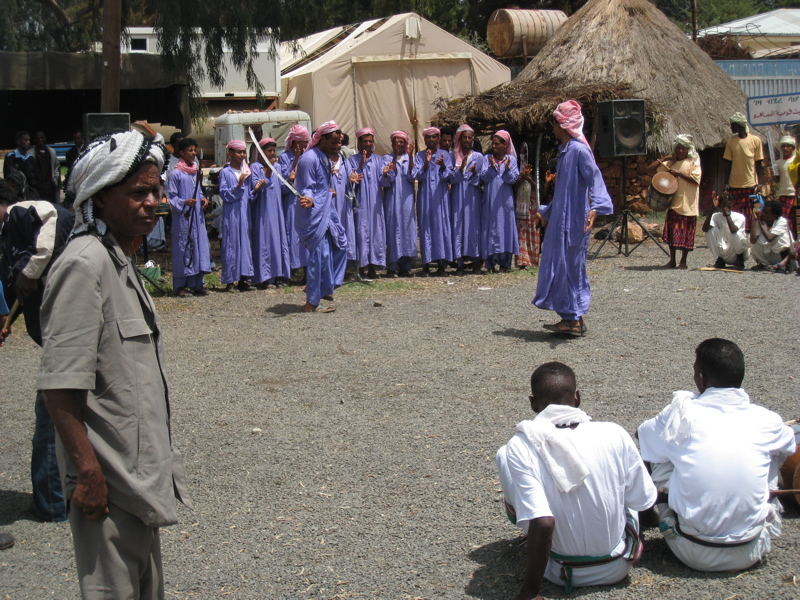
افراد من قبيلة الرشايدة في ارتيريا
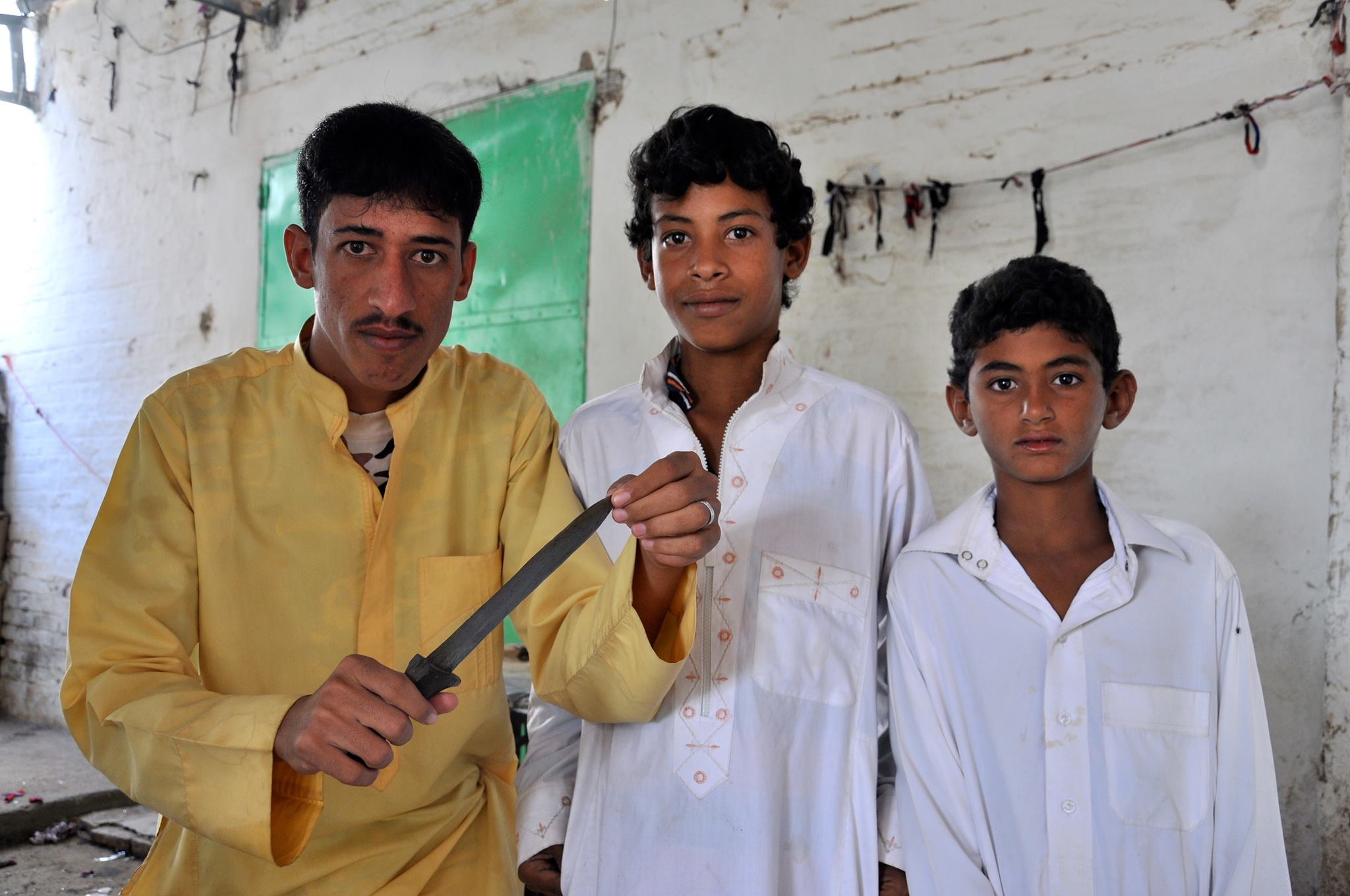
شباب رشايدة في السودان
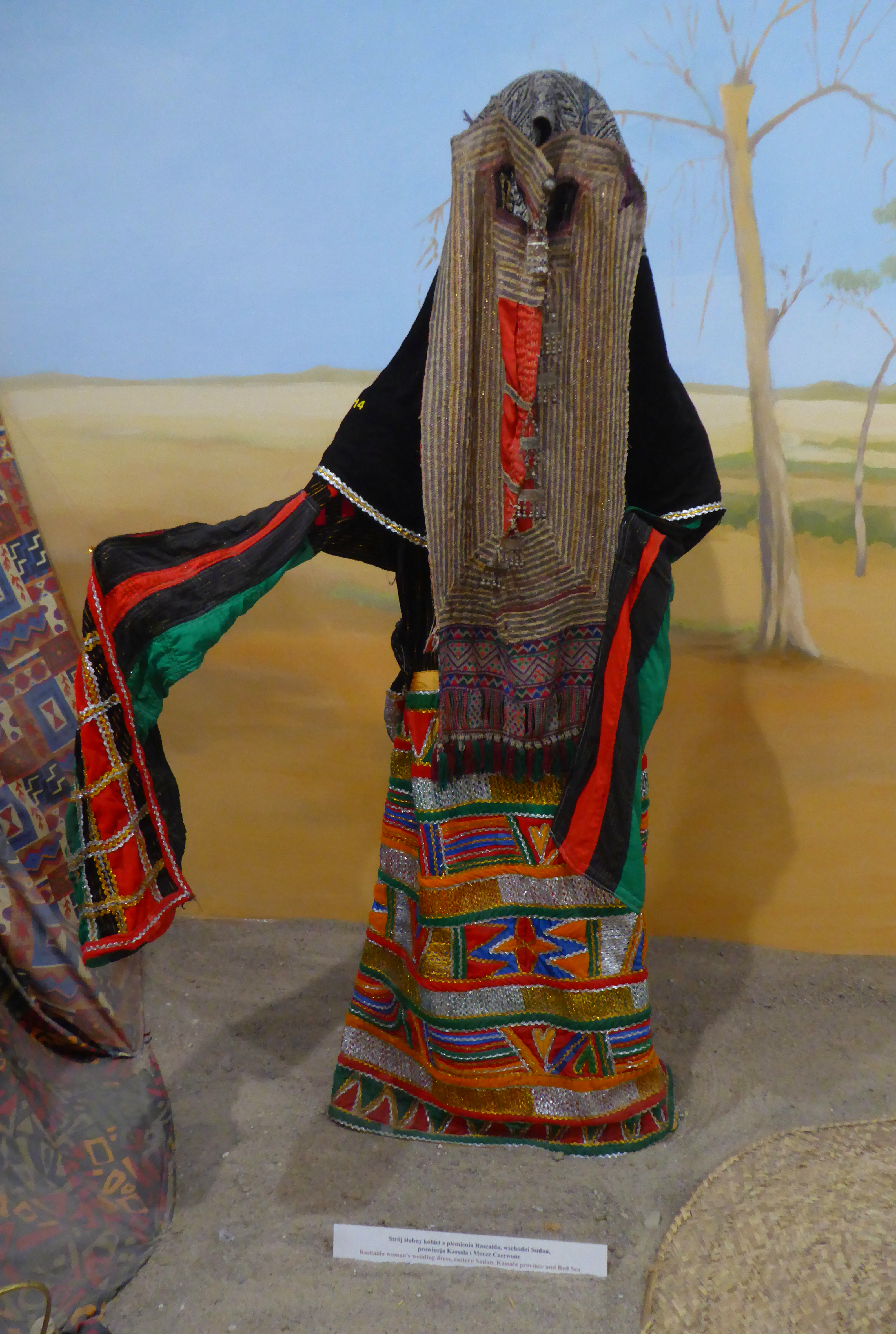
أحد الأزياء السودانية المعروضة في متحف غدانسك الأثري وهو لباس زفاف سيدة من قبلية الرشايدة من شرق السودان
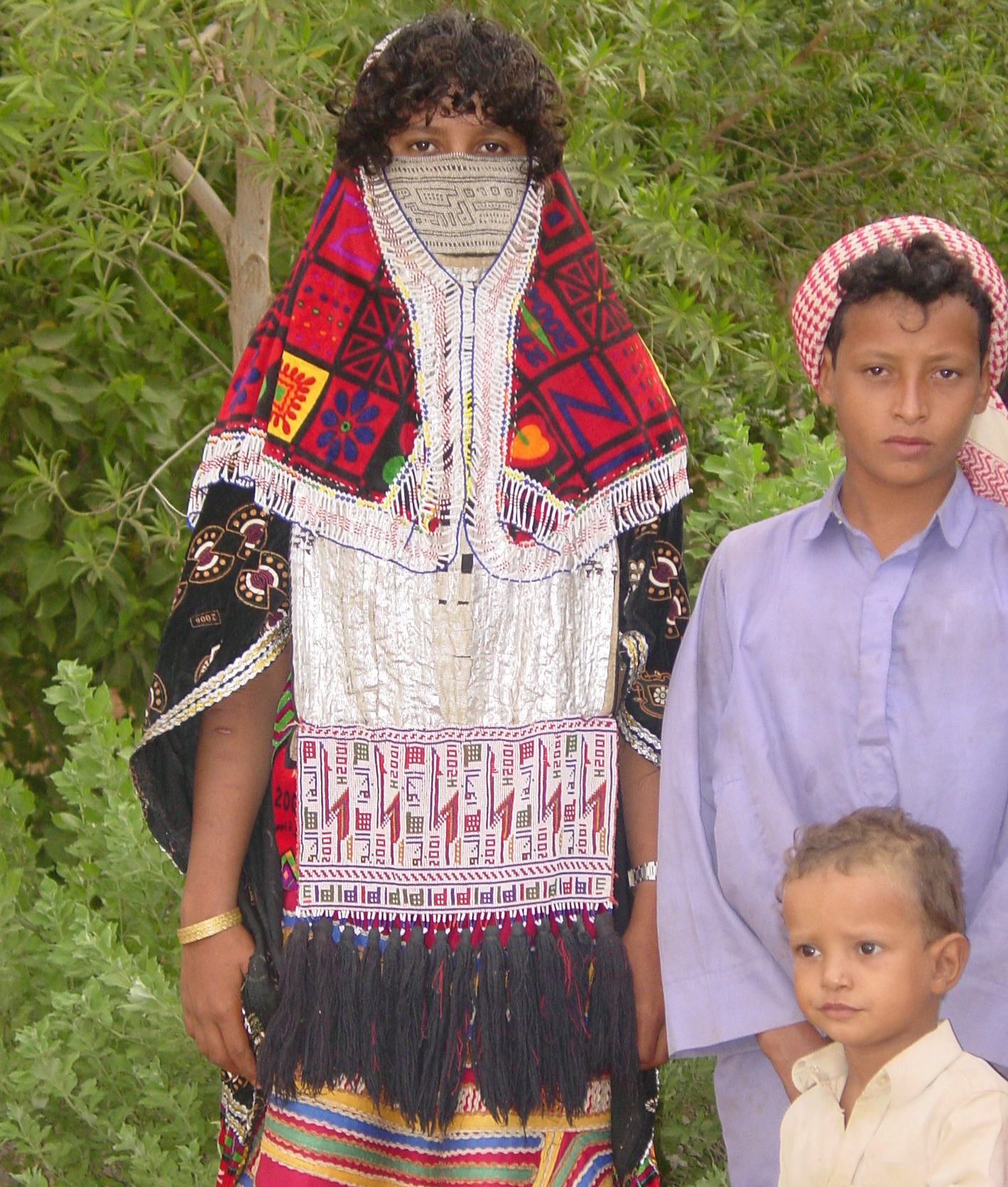
أطفال من عائلة الرشايدة في الأراضي المنخفضة الإريترية
الشاعر مساعد الرشيدي احد أشهر شعراء الرشايدة السعوديين والمتوفي عام 1438 هـ
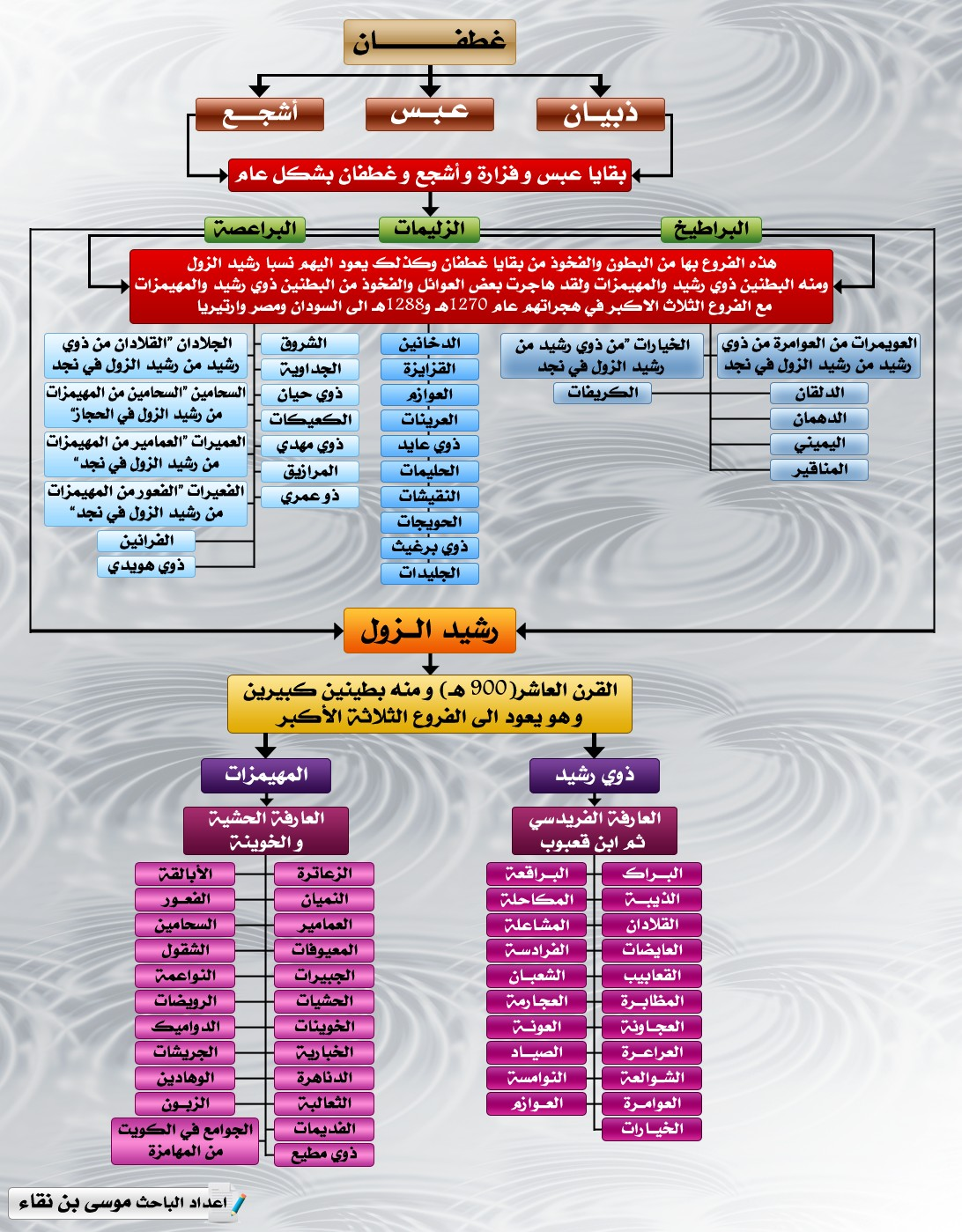
شجرة قبيلة بني رشيد (الرشايدة)

### باللغة العربية
1. ↑  مجلة العرب (مجلة شهريه جامعة) الجزء الأول - السنة الرابعة (1969) صفحة : 85 - النشر: دار اليمامة - حمد الجاسر
2. 1 2 3  د. عبدالعزيز بن مساعد الياسين البجلي (2007). كشاف الألقاب: معجم ألقاب الأسر الكويتية. مكتبة دار العروبة للنشر. ص. 435. {{استشهاد بكتاب}}: الوسيط |تاريخ الوصول بحاجة لـ |مسار= (مساعدة)
3. 1 2  حمد الجاسر. معجم قبائل المملكة العربية السعودية. صفحة 15.
4. ↑  حمد الجاسر. معجم قبائل المملكة العربية السعودية. صفحة 174.
5. 1 2 3 4 5 6 7  حمد الجاسر. معجم قبائل المملكة العربية السعودية. صفحة 191.
6. ↑  حمد الجاسر. معجم قبائل المملكة العربية السعودية. صفحة 39.
7. ↑  حمد الجاسر. معجم قبائل المملكة العربية السعودية. صفحة 81.
8. ↑  حمد الجاسر. معجم قبائل المملكة العربية السعودية. صفحة 89.
9. ↑  عبد الله بن صالح العقيل (2 سبتمبر 2001). "من جبال منطقة القصيم". صحيفة الجزيرة. مؤرشف من الأصل في 2018-10-07. اطلع عليه بتاريخ 2016-05-10.
10. ↑  حمد الجاسر. معجم قبائل المملكة العربية السعودية. صفحة 94.
11. 1 2 3 4 5  حمد الجاسر. معجم قبائل المملكة العربية السعودية. صفحة 101.
12. ↑  حمد الجاسر. معجم قبائل المملكة العربية السعودية. صفحة 234.
13. ↑  حمد الجاسر. معجم قبائل المملكة العربية السعودية. صفحة 100.
14. ↑  حمد الجاسر. معجم قبائل المملكة العربية السعودية. صفحة 238.
15. ↑  حمد الجاسر. معجم قبائل المملكة العربية السعودية. صفحة 209.
16. 1 2 3 4  حمد الجاسر. معجم قبائل المملكة العربية السعودية. صفحة 325.
17. ↑  حمد الجاسر. معجم قبائل المملكة العربية السعودية. صفحة 218.
18. ↑  حمد الجاسر. معجم قبائل المملكة العربية السعودية. صفحة 110.
19. ↑  حمد الجاسر. معجم قبائل المملكة العربية السعودية. صفحة 120.
20. ↑  حمد الجاسر. معجم قبائل المملكة العربية السعودية. صفحة 181.
21. ↑  حمد الجاسر. معجم قبائل المملكة العربية السعودية. صفحة 189.
22. ↑  حمد الجاسر. معجم قبائل المملكة العربية السعودية. صفحة 220.
23. ↑  حمد الجاسر. معجم قبائل المملكة العربية السعودية. صفحة 253.
24. ↑  حمد الجاسر. معجم قبائل المملكة العربية السعودية. صفحة 310.
25. ↑  حمد الجاسر. معجم قبائل المملكة العربية السعودية. صفحة 334.
26. ↑  حمد الجاسر. معجم قبائل المملكة العربية السعودية. صفحة 339.
27. ↑  بحوث ميدانية وتاريخيه ، المؤلف محمد سليمان الطيب (1997)، ج. المجلد الثاني، ص. 657.
28. ↑  كتاب موسوعة القبائل العربية بحوث ميدانيه وتاريخية, للمؤلف محمد سليمان الطيب (1997)، ج. المجلد الثاني، ص. 661.
29. ↑  موسوعة القبائل العربيه ، بحوث ميدانية وتاريخيه للمؤلف محمد سليمان الطيب (1997)، ج. المجلد 2، ص. 660.
30. ↑  "التدريبات الإسرائيلية تهدد حياة عرب الرشايدة". الجزيرة.نت. 27 ديسمبر 2013. مؤرشف من الأصل في 2017-07-01. اطلع عليه بتاريخ 2016-07-08.
31. ↑  البدو. ماكس أوبنهايم، وآرش برونيلش، وفرنركاسكل. ترجمة محمود كبيبو، وتحقيق وتقديم ماجد شبر. شركة دار الوراق للنشر المحدودة. الطبعة الثانية (2007). الجزء الثاني: فلسطين - سيناء - الأردن - الحجاز. صفحة 116 و117.
32. ↑  Young, The Eastern Front, p. 30
33. ↑  سودارس : قائد الأسود الحرة يسجل اعترافات خطيرة !! نسخة محفوظة 07 أغسطس 2017 على موقع واي باك مشين.
34. ↑  موسوعة القبائل العربية : بحوث ميدانية وتاريخية. محمد سليمان الطيب. الطبعة الثانية (1996). الجزء الأول، صفحة 564.
35. ↑  موسوعة القبائل العربية : بحوث ميدانية وتاريخية. محمد سليمان الطيب. الطبعة الثانية (1996). الجزء الأول، صفحة 565.

### باللغة الإنجليزية
1. ↑  Eritrea: The Rashaida People. نسخة محفوظة 07 أغسطس 2017 على موقع واي باك مشين.